# Đền Solomon

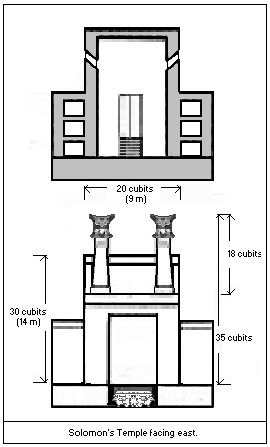
Bản phác đền thờ Solomon theo cách mô tả trong Kinh thánh Hebrew. Mặt cắt nhìn hướng Tây (trên). Mặt chiếu phía Đông (dưới).

Đền thờ Solomon, còn được gọi là Đền thờ Thứ nhất, là một ngôi đền ở thành Jerusalem thời cổ đại, nằm trên một ngọn đồi có tên là Núi Zion hay Núi Đền, được cho là xây dựng từ thời vua Solomon (thế kỉ 10 trước Công nguyên) để thờ Thượng đế của người Do Thái và bị phá hủy bởi vua Nebuchadnezzar II sau trận vây hãm thành Jerusalem năm 537 trước Công nguyên. Ngoài các bằng chứng văn học, không có bất cứ bằng chứng khảo cổ đáng tin cậy nào về sự tồn tại của ngôi đền này bởi mọi hoạt động khai quật ở Núi Đền bị hạn chế do tính nhạy cảm về tôn giáo và chính trị của di chỉ này.